# Daucus
- Commons
- Wikispecies

Daucus L. é um género botânico pertencente à família Apiaceae.

## Sinonímia
- Pomelia Durando ex Pomel

## Espécies
Para uma lista completa, «clique aqui».
- Daucus aureus Desf.
- Daucus azoricus
- Daucus broteri Ten.
- Daucus bicolor
- Daucus carota L.
- Daucus durieui Lange
- Daucus foliosus
- Daucus glochidiatus (Labill.) Fisch., C.A.Mey. & Avé-Lall.
- Daucus gadeceaui Rouy e Camus.
- Daucus guttatus Sibthorp & Smith.
- Daucus muricatus    (L.) L.
- Dalcus pulcherrima
- Dalcus visnaga L.

## Classificação do gênero
| Sistema | Classificação                    | Referência               |
| ------- | -------------------------------- | ------------------------ |
| Linné   | Classe Pentandria, ordem Digynia | Species plantarum (1753) |